# François de Gournay
François de Gournay (1450 - 1524) est un conseiller et un chambellan de l'empereur Charles Quint. Seigneur de la Horgne-au Sablon, de Villers, de Jouy, il fut maître-échevin de la République messine en 1479.

## Biographie
Quatrième fils de Renaut de Gournay et de Pérette Dieu-Ami, François de Gournay est le descendant de Colin le Gronnais, un bourgeois élu maître-échevin en 1230. La famille Gronnais (« gros nez » devenue de Gournay), entrée au paraige de Port-Sailly vers 1265-1270, s'était taillé, grâce à ses opérations financières, une place importante dans l'économie et la politique de la cité, où plusieurs branches de Gronnais participaient aux affaires.
François de Gournay devient maître-échevin de la République messine en 1479. Cette charge est alors annuelle et tourne entre les différentes familles du patriciat messin.
François de Gournay décède en 1524 laissant une épitaphe très instructive dans la chapelle Saint-Georges-et-Saint-Éloi de l'église Saint-Maximin de Metz.
Son épitaphe résume sa vie : « Icy devant gît messire François de Gornais, chevalier et échevin du palais, fils de feu messire Regnault de Gornais, chevalier et de dame Parette Dieuamy en son vivant conseiller et chambellan de l'empereur Charles Cinquième de ce nom lequel entre autres vertus dont il a été richement doué est décédé père de vingt-huit enfants procréés des feues dames Parette Louve, Françoise de Gronais et Barbe d'Esch des feues femmes et épouses. Ainsi que clairement est à voir par les mémorables sculptures posées en cette chapelle, ledit seigneur François de Gournais délaissant par mort naturelle sa quatrième épouse dame Barteline de Boulan, rendit l'âme à Dieu le premier jour de janvier de l'an 1524 entre les humains, vécut très humainement l'espace de 74 ans. Priez Dieu pour lui afin qu'il vive éternellement. »

## Alliance et descendance
François de Gournay a une descendance nombreuse: 
1. onze enfants avec Pérette de Louve, épousée vers 1475, morte en 1489, fille de Thiébaut de Louve et de Marguerite de Heu, dont :
  - Thiébaut de Gournay, seigneur de Talange, maître-échevin de Metz en 1503 ;
  - Jean, mort avant son père, en rompant une lance dans un tournoi ;
  - Renaut de Gournay, seigneur de Secourt ;
  - Barbe, femme de Nicole d'Esche[2], maître-échevin de Metz : elle épouse en secondes noces Jean, seigneur de Jaulny ;
  - Pérette, chanoinesse de Sainte-Marie-de-Metz.
  - Anne, femme de Jean de Monterby.
  - Gertrude de Gournay, mariée à Michel de Chévresson, seigneur de Montoy, maître-échevin de Metz (1507, 1514).
2. une « dizaine[4] » d'enfants avec Françoise de Gronaix[6], fille de Michel de Gronaix et de Jaquenotte Bataille et épousée le 26 janvier 1490, dont :
  - Michel de Gournay, seigneur de Buzi, maître-échevin de Metz ;
  - Gaspard de Gournay, seigneur de Buzey, qui a formé les branches des seigneurs de Friauville et d'Estreval ;
  - Marguerite de Gournay, mariée en 1492, à Geoffroi de Raigecourt et ensuite à Louis de Grand-Faulx ;
  - Françoise, alliée à René Warin, seigneur de Clémery, maître-d'hôtel du cardinal de Lorraine ;
  - Madelaine de Gournay épouse en premières noces Enguerrand de Saint-Morize, et en secondes, Nicolas de Preny, seigneur de Blénod-lès-Pont-à-Mousson, avec lequel elle est nommée dans une homologation faite au bailliage de Saint-Mihiel, le 4 octobre 1557, de certaine transaction passée avec Remy des Ancherins, héritier d'Enguerrand de Saint-Morize, son premier mari. Elle donne, en 1571, à François du Buchet, tout ce qui lui était échu par le décès de François de Grandfaulx, son neveu.
3. avec Barbe d'Esche, fille de sire Nicole d'Esch[4]. Par ce mariage François devenait le beau-frère de son gendre, Colignon d'Esch[4].
  - Barbe de Gournay, femme de Jean de Jaulny (elle est peut-être confondue avec sa sœur du premier lit)
4. le mariage avec Bartholomée de Boulan, dame de Montquintin, reste sans enfant.